# Mandato británico de Palestina (instrumento legal)
El Mandato británico de Palestina, acortado como Mandato de Palestina o Mandato para Palestina, fue un mandato de la Sociedad de Naciones para el territorio que había constituido anteriormente los sanjacados del Imperio otomano de Nablus, Acre, la parte sur del Valiato de Siria, la parte sur del Valiato de Beirut, y el Mutasarrifato de Jerusalén, antes del armisticio de Mudros.
El anteproyecto del Mandato de Palestina fue confirmado formalmente por el Consejo de la Sociedad de Naciones el 24 de julio de 1922, implementado a través del memorándum de Transjordania del 16 de septiembre de 1922, y entró en vigor el 29 de septiembre de 1923 a raíz de la ratificación del Tratado de Lausana. El mandato terminó a la medianoche del 14 de mayo de 1948. El Mandato de Palestina legalizó la autoridad temporal de Palestina por parte de Gran Bretaña.
El documento fue basado en los principios contenidos en el artículo 22 del Pacto de la Sociedad de las Naciones y la Resolución de San Remo del 25 de abril de 1920, por las principales potencias aliadas y asociadas después de la Primera Guerra Mundial. El objetivo del sistema de Mandato de la Sociedad de Naciones era administrar partes del desaparecido Imperio otomano, que había tenido el control del Medio Oriente desde el siglo XVI, «hasta el momento en que sean capaces de estar solos». La frontera norte aproximada con el mandato francés fue acordada en el Acuerdo Paulet-Newcombe del 23 de diciembre de 1920.
Transjordania había sido tierra de nadie después de la batalla de Maysalun, de julio de 1920. Durante este período, los británicos optaron por evitar cualquier conexión definida con Palestina, hasta que en una conferencia en marzo de 1921 se acordó que Abd Allah ibn Husayn administraría el territorio bajo los auspicios del Mandato de Palestina. El memorándum de Transjordania anuló los artículos con respecto al Hogar Nacional Judío en el territorio al este del Jordán. Asimismo, se estableció una separada «Administración de Transjordania» para la aplicación del mandato, bajo la supervisión general de Gran Bretaña. El 18 de abril de 1946, Transjordania se separó formalmente del Mandato de Palestina, con Abd Allah permaneciendo como rey.

## Antecedentes

### Derrota militar del Imperio otomano

Zonas de control e influencia francesa, británica y rusa estipuladas en el Acuerdo Sykes-Picot(-Sazónov), 1916:
Ocupación francesa.
Ocupación británica.
Ocupación rusa.
Zona «A», protectorado francés.
Zona «B», protectorado británico.
Zona internacional.

Cuando el Imperio otomano se unió a las Potencias Centrales en la Primera Guerra Mundial en abril de 1915, amenazó las comunicaciones dele Reino Unido con la India a través del canal de Suez, además de otros intereses estratégicos de los aliados. La conquista de Palestina fue parte del plan británico para establecer una conexión terrestre entre el Mediterráneo y el golfo Pérsico. Esta permitiría el rápido envío de tropas al golfo, crear una nueva defensa de los territorios británicos en la India, y servir de franja disuasoria de una posible invasión rusa de la región desde el norte. La conexión terrestre serviría asimismo de alternativa al canal de Suez.
En respuesta a las iniciativas francesas, el Reino Unido estableció el Comité de Bunsen en 1915 para tener en cuenta la naturaleza de los objetivos británicos en Turquía y Asia en el caso de una conclusión exitosa de la guerra. La Comisión examinó varias posibilidades y proporcionó directrices para las negociaciones con Francia, Italia y Rusia con respecto a la partición del Imperio otomano. El Comité recomendó  la creación de un estado otomano federal en Asia.
Al mismo tiempo, los británicos y franceses también abrieron frentes de ultramar en Galípoli (1915) y Mesopotamia.
Desde 1915, el dirigente sionista anglófilo Zeev Jabotinsky animaba a los británicos a aceptar la formación de un cuerpo de voluntarios sionista que serviría al ejército británico. Los británicos finalmente acordaron establecer el Zion Mule Corps (Cuerpos de Muleteros de Sion), que ayudó en la fallida invasión de Galípoli. Después de que Lloyd George asumiese la presidencia del Gobierno durante la guerra, los británicos libraron la Campaña del Sinaí y Palestina al mando del general Allenby. Esta vez los británicos aceptaron una «Legión Judía», que participó en la invasión. Los judíos rusos consideraron al ejército alemán liberador, y la creación de la Legión se hizo con el propósito de que se pasasen al bando británico.
Al mismo tiempo, el oficial de espionaje británico Thomas Edward Lawrence («Lawrence de Arabia») alentaba una revuelta árabe dirigida por el jerife de La Meca.
Los británicos derrotaron a las fuerzas turcas en 1917 y ocuparon la Siria otomana, que más tarde sería dividida entre la Palestina y Transjordania británicas, y el Líbano y la Siria francesa. El territorio permaneció bajo administración militar británica durante el resto de la guerra y la posguerra.

### Administración del Territorio Enemigo Ocupado

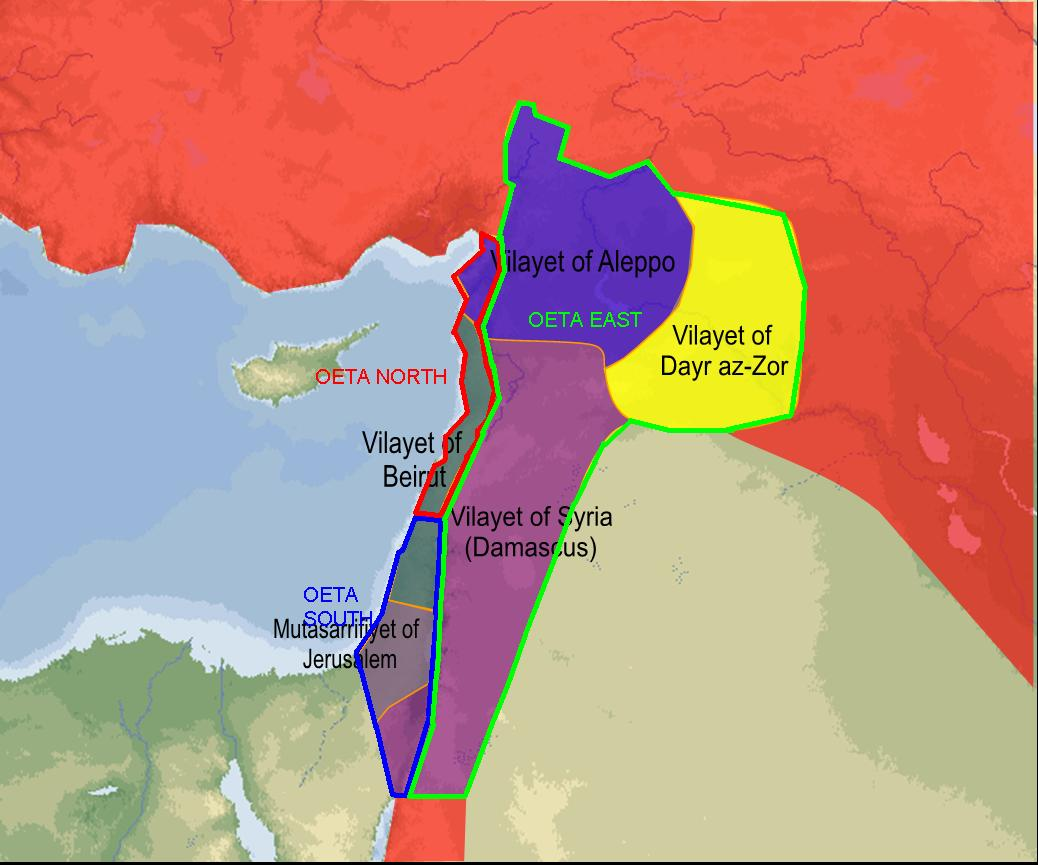
Administración del Territorio Enemigo Ocupado, Siria (1918).

El Imperio otomano capituló el 30 de octubre de 1918, y el 23 de noviembre se emitió un edicto militar que dividió los territorios otomanos en «administraciones del territorio enemigo ocupado» (OETAs). La Administración del Territorio Enemigo Ocupado Sur abarcaba Palestina y el Líbano, desde la frontera egipcia del Sinaí hasta a Acre y Nablús, y por el este hasta el río Jordán. Un gobernador militar británico temporal, el general de división sir Arthur Wigram Money, administraría este sector. En ese momento, el general Allenby aseguró al emir Faisal «que los aliados estaban obligados por el honor a esforzarse por llegar a un acuerdo de conformidad con los deseos de los pueblos interesados y le instó a poner su confianza de todo corazón en su buena fe».
En octubre de 1919, las fuerzas británicas en Siria y los últimos soldados británicos estacionados al este del Jordán se retiraron y la región quedó bajo el control exclusivo de Faysal ibn Husayn de Damasco.

## Negociaciones
Durante y después de la Primera Guerra Mundial, el Reino Unido pactó una serie de disposiciones contradictorias y cambiantes sobre la futura división y gobierno de la región, entre los que se contaron los de la Declaración Balfour de 1917, el Acuerdo Sykes-Picot, la correspondencia McMahon-Husayn, y el Libro Blanco de Churchill de 1922.

### El acuerdo Sykes-Picot de 1916

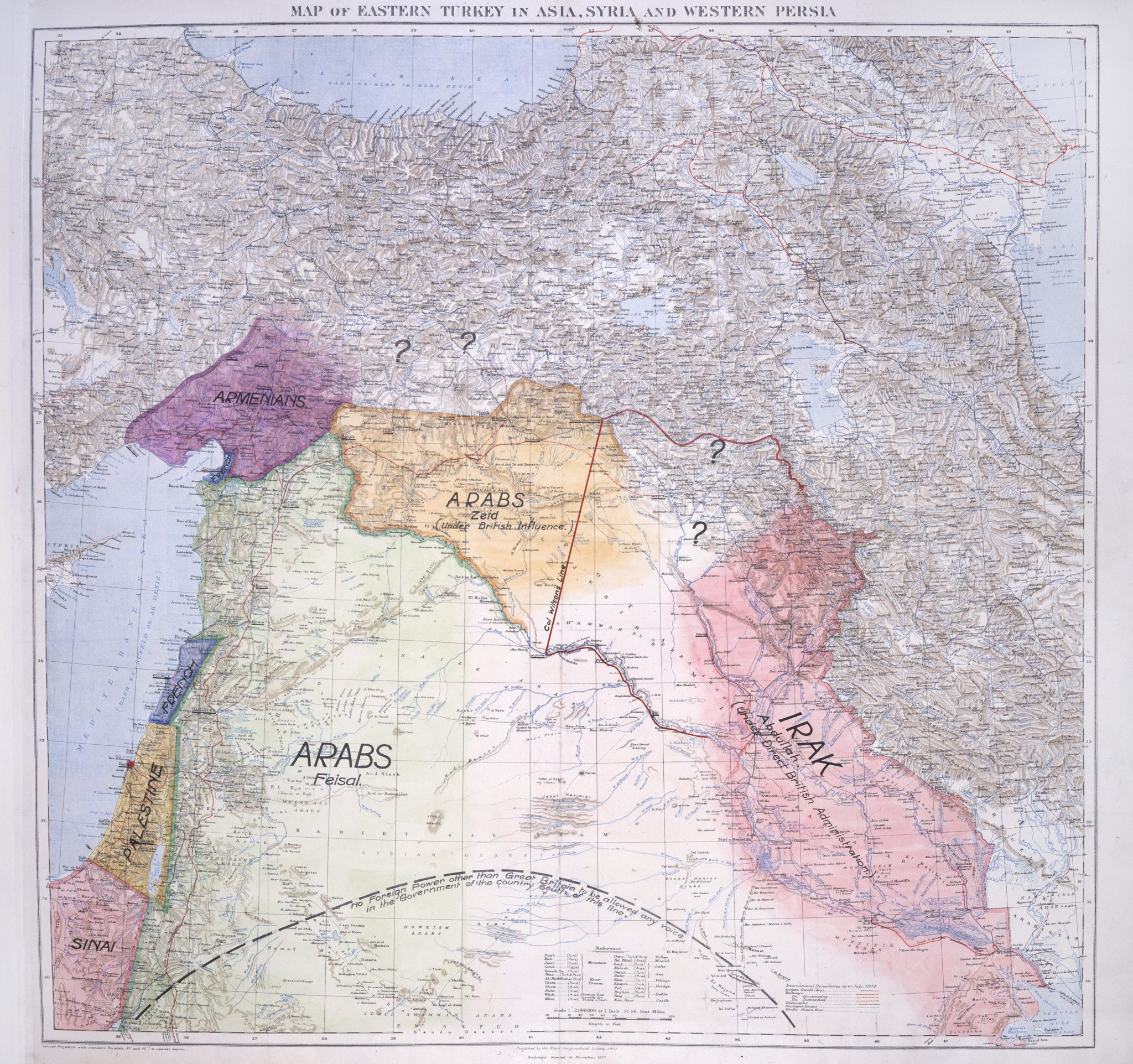
Mapa presentado por T. E. Lawrence al Comité Oriental del Gabinete de Guerra en noviembre de 1918.

En 1916, Gran Bretaña y Francia firmaron el Acuerdo Sykes-Picot, que pretendía dividir el Oriente Próximo en esferas de influencia de las dos potencias, dejando a «Palestina» como enclave internacional. Los británicos hicieron dos promesas potencialmente conflictivas con respecto al territorio que esperaban adquirir. En la correspondencia McMahon-Husayn de 1915, el representante del Reino Unido a través de T. E. Lawrence había prometido a Husayn ibn Ali la formación de un país árabe independiente que abarcaría la mayor parte del Oriente Próximo a cambio de su apoyo. Sin embargo, el Reino Unido también prometió crear y fomentar un «Hogar Nacional» judío en Palestina en la Declaración Balfour de 1917.
El Acuerdo Sykes-Picot no prometía la soberanía árabe, sino la «soberanía de un jefe árabe» y «una administración internacional, en la forma en que se haya decidido tras consultar a Rusia, y, posteriormente, en consulta con los otros aliados y los representantes del jerife de la Meca». Según lo dispuesto en ese pacto, la Organización Sionista necesitaba asegurar un acuerdo similar al Acuerdo Faisal-Weizmann con el jerife de La Meca.

### La Conferencia de Paz de París de 1919

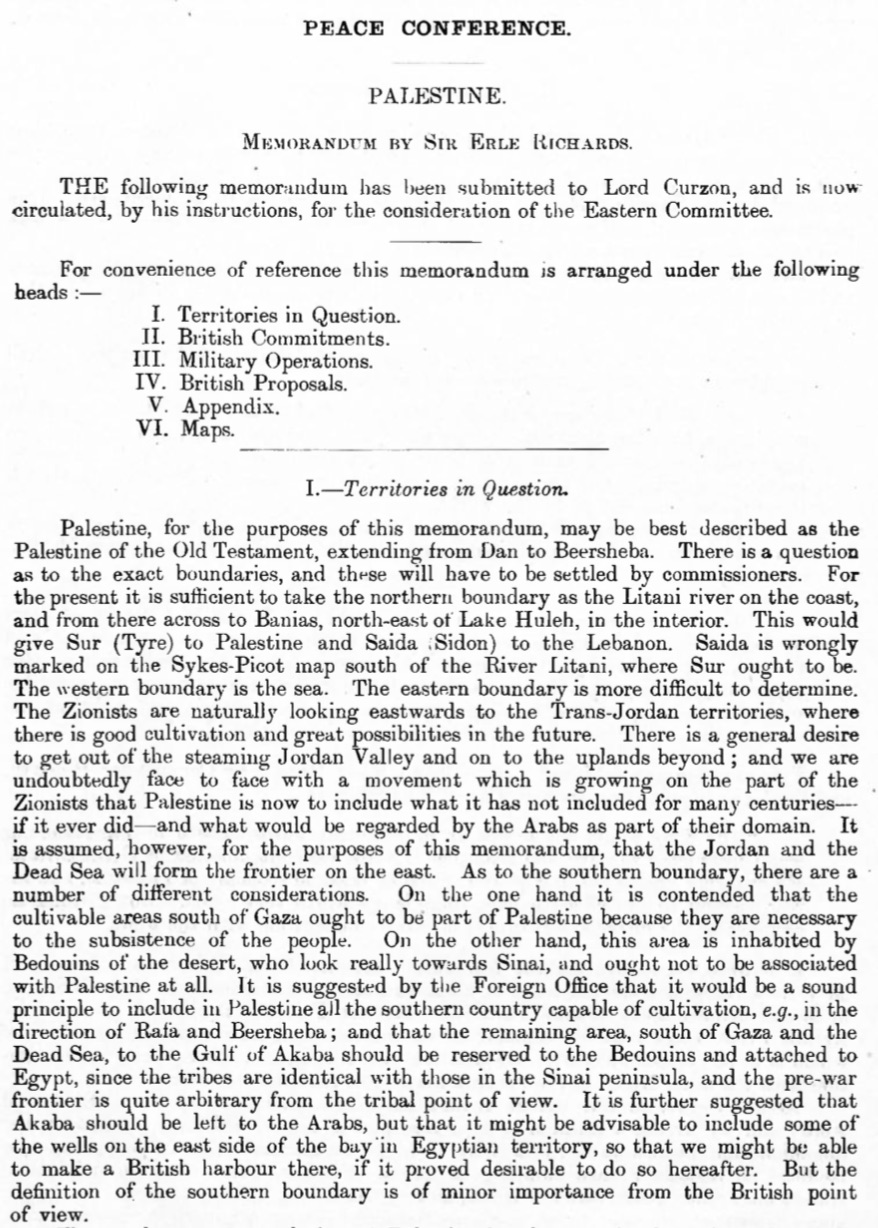
Memorándum británico sobre Palestina antes de la Conferencia de Paz de París.

En la Conferencia de Paz de París de 1919, el emir Faisal, hablando en nombre del rey Husayn, pidió la independencia árabe o, como mínimo, el derecho a elegir a la potencia mandataria. Al final, propuso la formación de un estado árabe bajo el mandato británico. La Organización Sionista Mundial también solicitó un mandato británico, y aseguró «los derechos históricos del pueblo judío en Palestina».
Un anexo reservado en el informe de la Comisión King-Crane (1919) indicó que los judíos estaban claramente a favor de Gran Bretaña como potencia mandataria, a causa de la declaración Balfour y que los franceses estaban descontentos con el pago de un gran subsidio mensual por parte de los ingleses al emir Faisal y afirmaban que permitía el pago de multitud de sobornos a los agentes árabes de forma indirecta, sin que los británicos pareciesen estar abonándolos. En el Acuerdo Faisal-Weizmann, se estipuló que ante cualquier disputa se pediría que mediasen los británicos. También incluía la solicitud de que las fronteras se trazasen mediante una comisión formada a propósito tras la conclusión de la conferencia de paz de Versalles. Posteriormente, la Organización Sionista Mundial presentó en la conferencia de paz un mapa propuesto del territorio que no incluía la zona este del ferrocarril del Hiyaz, pero sí la mayor parte de Transjordania.
En una reunión en Deauville en 1919, David Lloyd George por el Reino Unido y Georges Clemenceau por Francia firmaron el Acuerdo anglo-francés del 1-4 de diciembre de 1918. El nuevo acuerdo asignó Palestina y el valiato de Mosul a los británicos, a cambio del apoyo inglés a la influencia francesa en Siria y el Líbano.
En la Conferencia de Paz de París, el primer ministro Lloyd George indicó a Georges Clemenceau y a los otros aliados que la correspondencia McMahon-Husayn era una obligación del tratado. Explicó que el acuerdo con Husayn en realidad había sido la base para el Acuerdo Sykes-Picot, y que los franceses no podían utilizar el sistema propuesto de Mandatos de la Sociedad de Naciones para conculcar los términos del pacto. Señaló que los franceses habían acordado no ocupar el área del estado árabe independiente, o confederación de estados, con sus ejércitos; entre las zonas afectadas estaban comarcas de Damasco, Homs, Hama y Alepo. El canciller británico Arthur Balfour (más tarde lord Balfour) y el presidente estadounidense Woodrow Wilson estuvieron presentes en la reunión.
Las negociaciones comenzaron en la Conferencia de Paz de París, continuaron en la Conferencia de Londres y concluyeron en la conferencia de San Remo de abril de 1920. En esta, el Consejo Supremo Aliado concedió los mandatos de Palestina y Mesopotamia a Gran Bretaña, y los de Siria y Líbano a Francia. Estas disposiciones se plasmaron en el Tratado de Sèvres de agosto de ese año. Tanto los representantes sionistas y árabes asistieron a la conferencia, en la que firmaron el Acuerdo Faisal-Weizmann, que nunca se aplicó.

### La Conferencia de San Remo de 1920

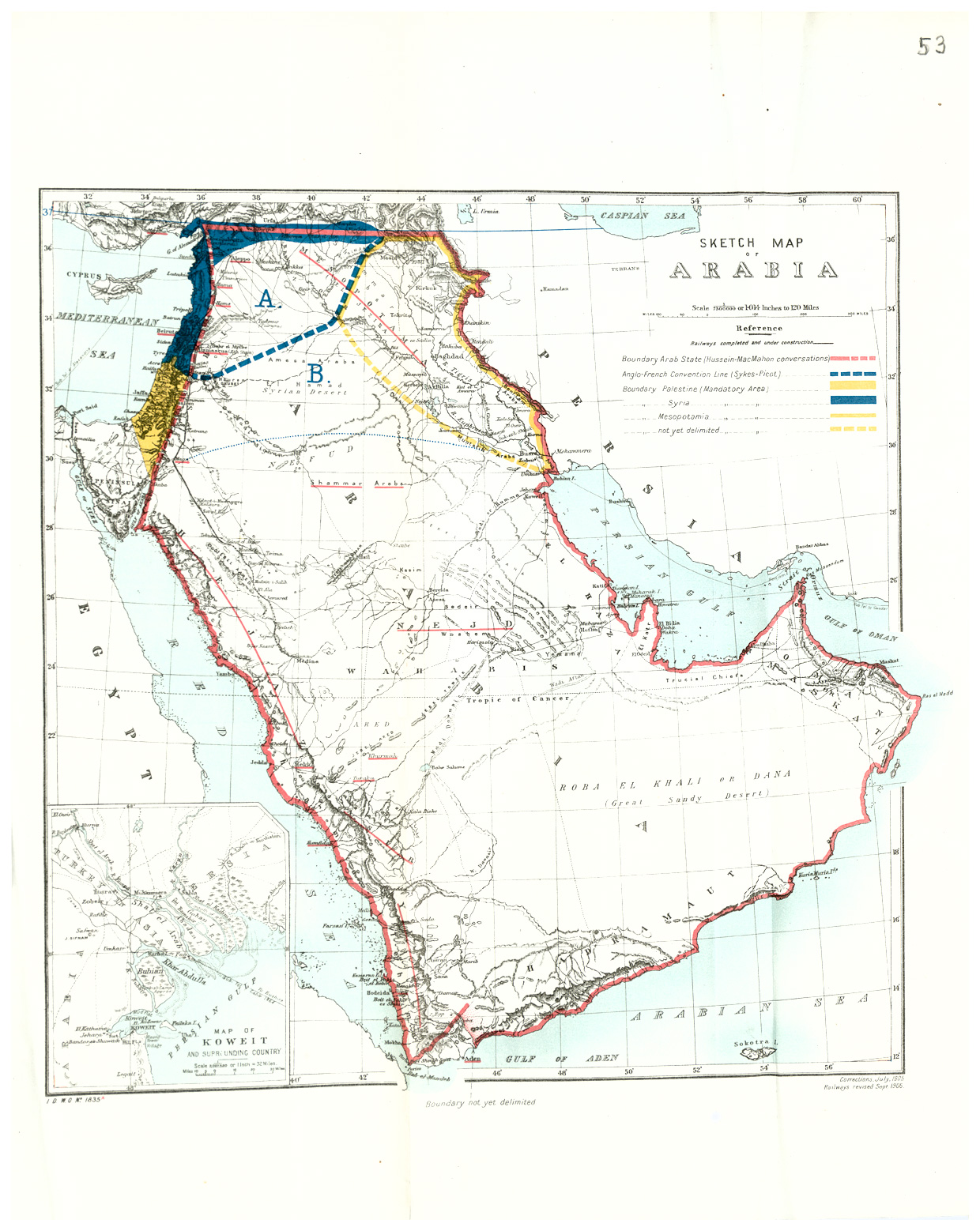
Mapa del gabinete británico que muestra los límites de los mandatos propuestos a principios de 1921, incluyendo aquellas sectores aún no delimitados.

La Conferencia de San Remo asignó el mandato de Palestina al Reino Unido en virtud del artículo 22 del Pacto de la Sociedad de Naciones. Los aliados también decidió hacer del Reino Unido responsable de poner en práctica su propia Declaración Balfour de 1917. Francia exigió la continuación de su protectorado religioso en Palestina, pero Italia y Gran Bretaña se opusieron. Francia perdió el protectorado religioso, pero gracias a la Santa Sede siguió gozando de honores litúrgicos en el Mandato de Palestina hasta 1924, cuando estos se suprimieron.
Los límites de los territorios bajo mandato según San Remo se definieron con precisión. Jaim Weizmann informó posteriormente a sus colegas de la Organización Sionista Mundial en Londres:

Todavía hay detalles importantes pendientes, como los propios términos del mandato y la cuestión de los límites de Palestina. La delimitación de la frontera entre la Siria francesa y Palestina constituirá la frontera norte, y la frontera este será contigua a la Siria árabe. No es probable que esto último se fije hasta que el emir Faisal asista a la Conferencia de Paz, probablemente en París.

## Fundamento jurídico y redacción del mandato
El mandato era un instrumento jurídico y administrativo, no un territorio geográfico. La jurisdicción territorial del mandato estaba sujeta a cambios por un tratado, capitulación, concesión, uso, tolerancia u otros medios lícitos.
El documento se basaba en los principios contenidos en el artículo 22 del proyecto de Convenio de la Sociedad de Naciones y en la Resolución de San Remo del 25 de abril de 1920, entre las principales potencias aliadas y asociadas después de la Primera Guerra Mundial. El mandato formalizó el gobierno británico en la parte meridional de la Siria otomana entre 1923-1948.
Cada uno de los principales poderes aliados tenía intervención en la redacción del mandato propuesto, aunque algunos, (incluyendo Estados Unidos) no habían declarado la guerra al Imperio otomano y tampoco se habían convertido en miembros de la Sociedad de Naciones.
En la primavera de 1919, en la Conferencia de Paz de París, comenzó una discusión no oficial entre la Organización Sionista Mundial y los representantes británicos. Un primer borrador fue presentado el 15 de julio de 1919. Después de que Lord Curzon reemplazó a Arthur Balfour como Secretario de Relaciones Exteriores, el proyecto fue reconsiderado. Un segundo borrador fue presentado el 10 de junio de 1920. En el segundo borrador, el párrafo que reconoce la conexión histórica del pueblo judío con Palestina fue retirado del preámbulo. «Comunidad autónoma» fue sustituido por «instituciones autónomas». Además, «el reconocimiento del establecimiento del Hogar Nacional Judío como principio rector en la ejecución del Mandato» fue omitido del primer borrador. Después de la extenuante objeción a los cambios propuestos, la declaración relativa a las conexiones históricas de los judíos con Palestina fue reincorporada al Mandato en diciembre de 1920. El proyecto fue presentado a la Sociedad de Naciones el 6 de diciembre de ese año.

## Establecimiento de un hogar nacional para el pueblo judío

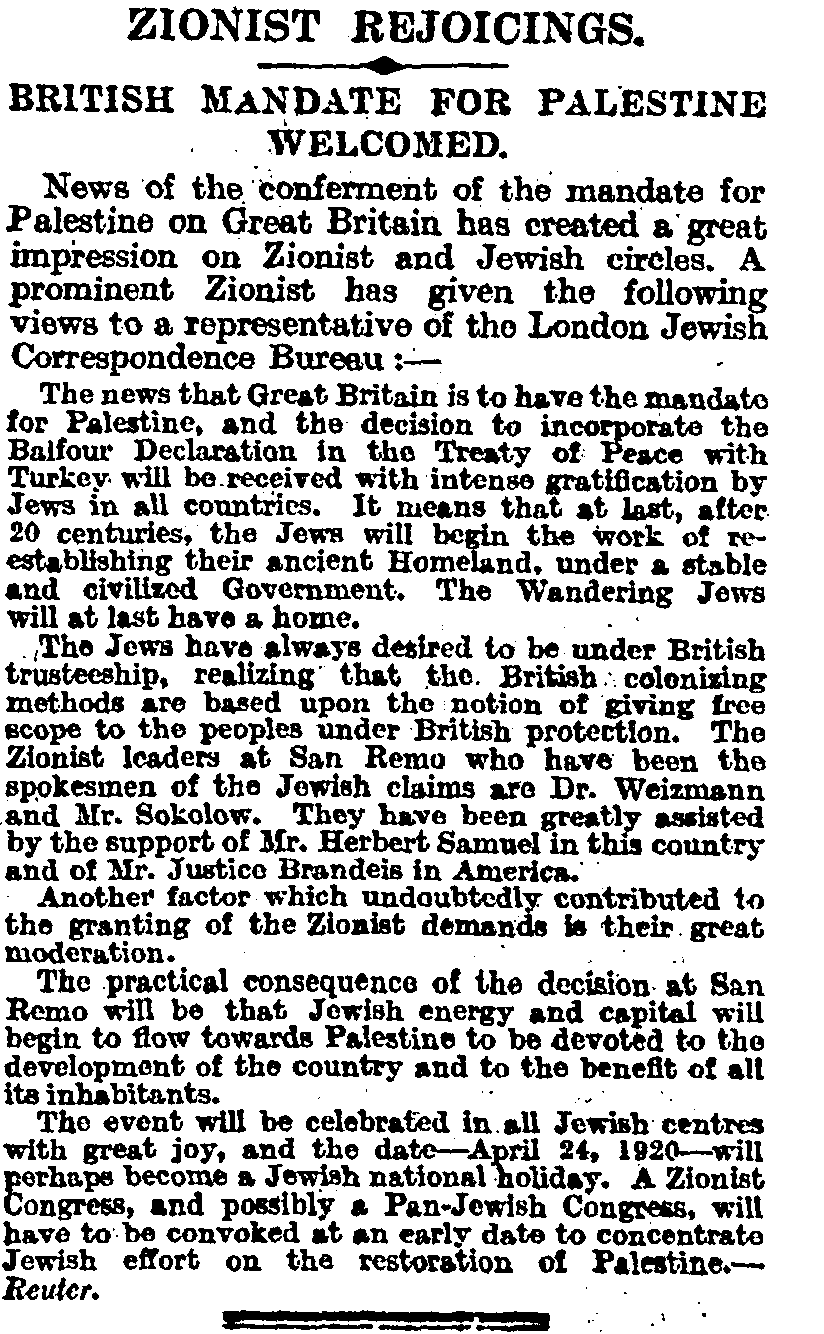
«Regocijos sionistas. Mandato británico para Palestina aprobado». The Times, lunes 26 de abril de 1920, tras la conclusión de la conferencia de San Remo.

El preámbulo del documento del mandato declaraba:
Considerando que las Principales Potencias Aliadas también han acordado que el Mandatario sea responsable de poner en vigor la declaración originalmente hecha el 2 de noviembre de 1917 por el Gobierno de Su Majestad Británica y adoptada por dichas Potencias, a favor del establecimiento en Palestina de un hogar nacional para el pueblo judío, entendiéndose claramente que no se debería hacer nada que pudiera perjudicar los derechos civiles y religiosos de las comunidades no judías existentes en Palestina, ni los derechos y el estatus político de los judíos en cualquier otro país.
El ministro británico de Asuntos Exteriores, Lord Curzon, junto con los gobiernos italiano y francés, rechazaron los primeros borradores del mandato porque contenían un pasaje que decía: «Reconociendo, además, la conexión histórica del pueblo judío con Palestina y la reivindicación que esto les da para reconstituir su hogar nacional [...]».
El Comité de Palestina establecido por el Ministerio de Asuntos Exteriores recomendó omitir la referencia a «la reivindicación». Los Aliados ya habían señalado la conexión histórica en el Tratado de Sèvres, pero no se había reconocido una reclamación legal. Lord Balfour sugirió una alternativa que fue aceptada: Lord Balfour sugirió una alternativa que fue aceptada:
Considerando que, por tanto, el reconocimiento [es decir, por el Tratado de Sèvres] a la conexión histórica del pueblo judío con Palestina, y a los motivos para reconstituir su Hogar Nacional en ese país [...].
El artículo 4 del Mandato dispuso «el reconocimiento de una agencia judía apropiada como un organismo público con el fin de asesorar y cooperar con la Administración de Palestina en asuntos económicos, sociales y de otra índole que puedan afectar el establecimiento del Hogar Nacional Judío y los intereses de la población judía de Palestina», estableciendo efectivamente la Agencia Judía.
La Santa Sede y los gobiernos italiano y francés continuaron presionando sus propias reclamaciones legales sobre la base del antiguo Protectorado de la Santa Sede y del Protectorado francés de Jerusalén. La idea de una Comisión Internacional para resolver las reclamaciones sobre los Santos Lugares se había formalizado en el artículo 95 del Tratado de Sèvres y volvió a ser abordada en el artículo 14 del Mandato de Palestina. Las negociaciones sobre la formación y el papel de la comisión fueron en parte responsables del retraso en la ratificación del mandato. El Reino Unido asumió la responsabilidad de los Lugares Santos bajo el artículo 13 del mandato. Sin embargo, nunca creó la Comisión de Lugares Santos para resolver las otras reclamaciones de conformidad con el artículo 14 del mandato.
El Alto Comisionado estableció la autoridad del Rabinato Ortodoxo sobre los miembros de la comunidad judía y conservó una versión modificada del antiguo sistema del millet otomano. El reconocimiento formal se extendió a once comunidades religiosas, que no incluían las denominaciones judías no ortodoxas o cristianas protestantes.

## El artículo 22 del Convenio de la Sociedad de Naciones
El preámbulo del documento del Mandato establece que este es otorgado a Gran Bretaña «con el fin de dar efecto a las disposiciones del artículo 22 del Convenio de la Sociedad de Naciones». Ese artículo, que trata de confiar la «tutela» de las colonias antes bajo soberanía alemana y turca a las «naciones avanzadas» con particular atención a «las comunidades que anteriormente pertenecían al Imperio turco» que «han alcanzado una etapa de desarrollo donde su existencia como naciones independientes puede ser reconocida provisionalmente, sujeta a la prestación de asesoramiento y asistencia administrativa por un Mandatario hasta el momento en que [esas naciones] son capaces de estar solas». A lo largo del período del Mandato, los líderes árabes palestinos citaron esto como prueba de su afirmación de que los británicos estaban obligados bajo los términos del Mandato a facilitar la eventual creación de un estado árabe independiente en Palestina.

## Transjordania

### Antecedentes y negociaciones

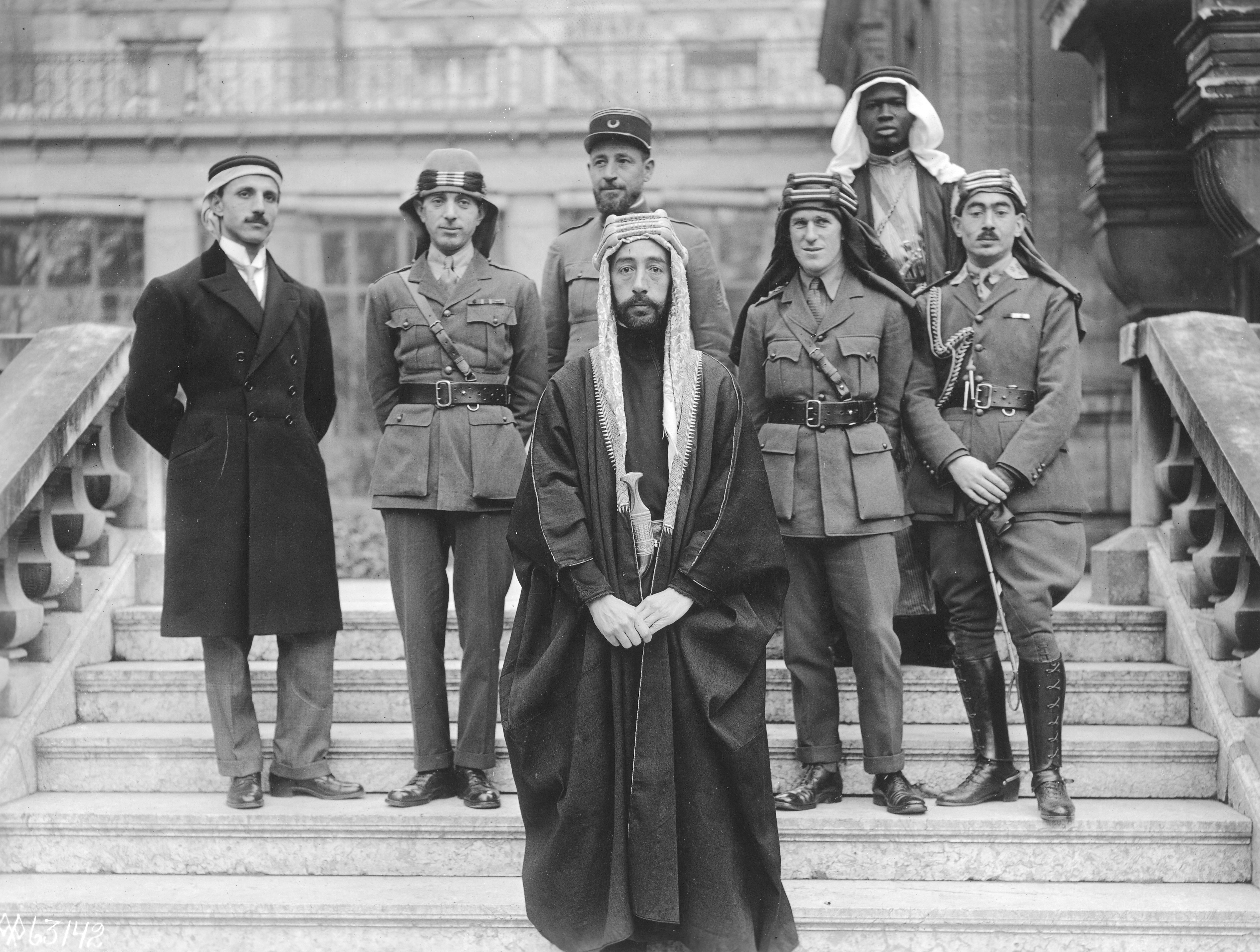
Delegación del Emir Faisal en Versalles, durante la Conferencia de Paz de París. De izquierda a derecha: Rustum Haidar, Nuri al-Said, príncipe Faisal, capitán Pisani (atrás de Faisal), T. E. Lawrence, esclavo de Faisal (nombre desconocido), capitán Hassan Khadri.

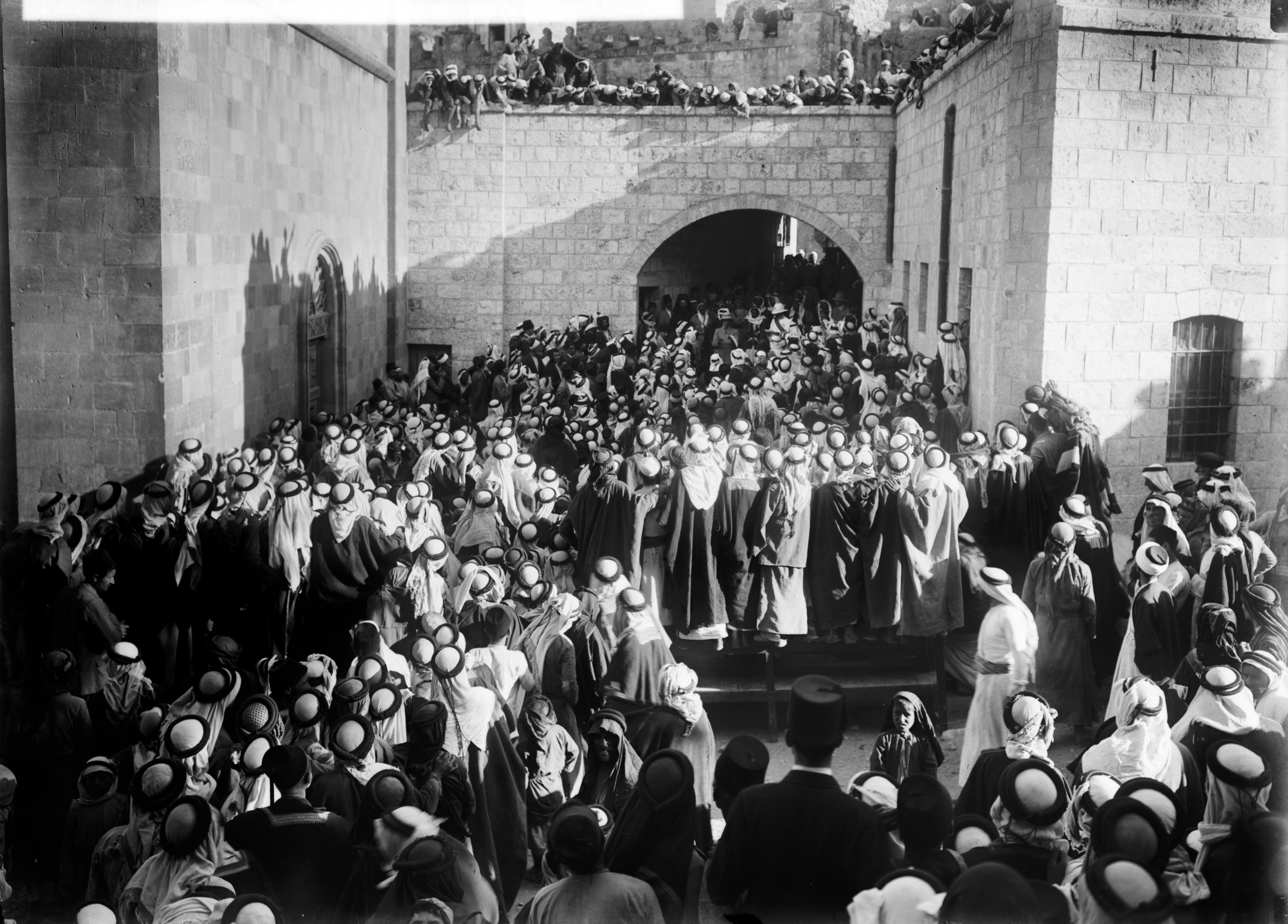
La proclamación de Herbert Louis Samuel en Salt, agosto de 1920, por la que fue amonestado por Curzon.

La futura Transjordania había sido parte de la unidad administrativa siria bajo los otomanos. Era parte del territorio capturado bajo la Administración del Territorio Enemigo Ocupado por parte de los Aliados (Occupied Enemy Territory Administration, OETA).
Bajo los términos de la correspondencia Husayn-McMahon y el acuerdo Sykes-Picot, Transjordania debía ser parte de un estado árabe o confederación de estados árabes. En 1918, los militares británicos se retiraron de Transjordania, como una indicación de sus ideas políticas sobre el futuro del territorio que, según su posición, fue asignado a ser parte de un estado sirio árabe.
En agosto de 1919, Balfour declaró que quería que se definiera Palestina para incluir algunas de las tierras situadas al este del Jordán, pero no el ferrocarril del Hiyaz. En la Conferencia de Paz de París de 1919, los funcionarios británicos presentaron una propuesta que incluía mapas que mostraban el límite oriental de Palestina, situado a solo 10 km al este del Jordán.
En la Conferencia de Paz, las reclamaciones de la Organización Sionista tampoco incluían ningún territorio al este del ferrocarril del Hiyaz. El ferrocarril corría a unos 35-40 millas (unos 60 km) al este del río Jordán, paralelo a este. El Acuerdo Faisal-Weizmann estipulaba que las fronteras entre el Estado árabe y Palestina debían ser determinadas por una comisión después de la Conferencia de Paz de París.
El 13 de septiembre de 1919, un memorándum fue entregado por David Lloyd George a Georges Clemenceau, donde declaró que la Palestina británica sería «definida en conformidad con sus antiguos límites desde Dan hasta Beersheba».
El territorio al este del Jordán entre Damasco y Ma'an había sido gobernado como parte del Reino de Siria de Faisal desde el final de la guerra. Los británicos estaban satisfechos con ese arreglo, porque Faisal era un aliado británico y la región cayó dentro de la esfera de influencia indirecta británica, según el acuerdo Sykes-Picot. Ellos favorecían el dominio árabe en el interior, porque no tenían suficientes tropas para guarnecer el territorio. Damasco estaba situado en la esfera de influencia indirecta francesa, y el acuerdo Sykes-Picot favorecía también el dominio árabe.